# Estátua de Mao Tsé-tung (Chengdu)
A estátua de Mao Tsé-tung em Chengdu é uma escultura de mármore localizada na Praça Tianfu, na província de Sichuan, na China. O monumento tem 30m de altura e representa Mao Tsé-tung com um braço estendido. Antes de 1967, o local era ocupado por um antigo palácio do Reino Shu da antiga Sichuan. O palácio foi destruído pelos Guardas Vermelhos durante a Revolução Cultural e o fosso ao seu redor foi preenchido para servir de abrigo antiaéreo em 1967. A estátua foi concluída em 1968.